# Arabia Saudita en los Juegos Olímpicos de Pekín 2022
Arabia Saudita estuvo representada en los Juegos Olímpicos de Pekín 2022 por un deportista masculino que compitió en esquí alpino.
El portador de la bandera en la ceremonia de apertura fue el esquiador alpino Fayik Abdi. El equipo olímpico saudita no obtuvo ninguna medalla en estos Juegos.